# Canton de Landivy
Le canton de Landivy est une ancienne division administrative française située dans le département de la Mayenne et la région Pays de la Loire.

## Géographie
Ce canton était organisé autour de Landivy dans l'arrondissement de Mayenne. Son altitude varie de 92 m (Landivy) à 252 m (Saint-Mars-sur-la-Futaie) pour une altitude moyenne de 218 m.

## Représentation

### Conseillers généraux de 1833 à 2015
| Période | Période      | Identité                                     | Étiquette    | Qualité                                                                                               |
| ------- | ------------ | -------------------------------------------- | ------------ | --- |
| 1833    | 1842 (décès) | Jean-Baptiste Letourneux                     |              | Médecin de l'hôpital de Fougerolles, député (1834-1848)                                               |
| 1842    | 1848 (décès) | Jean-François Ledauphin du Bourg             |              | Juge au tribunal de Mayenne, maire de Landivy, conseiller d'arrondissement                            |
| 1848    | 1871         | Jean-Marie Ledauphin du Bourg                |              | Avocat, président du tribunal de Château-Gontier, maire de Landivy                                    |
| 1871    | 1877         | Ernest Ledauphin du Bourg                    | Droite       | Propriétaire, maire de Landivy                                                                        |
| 1877    | 1883         | Aristide Moulinet                            | Républicain  | Médecin, maire de La Dorée (1855-1884)                                                                |
| 1883    | 1916 (décès) | Édouard-Félix Taillandier                    | Républicain  | Notaire, maire de Montaudin, conseiller d'arrondissement                                              |
| 1916    | 1919         | siège vacant                                 |              | |
| 1919    | 1924 (décès) | Arsène Angot                                 |              | Filateur, adjoint au maire de Fougerolles-du-Plessis                                                  |
| 1924    | 1928 (décès) | Émile Papin                                  |              | Expert, maire de Montaudin                                                                            |
| 1928    | 1940         | Baron André Terrasson de Sénevas (1894-1977) | URD          | Propriétaire, maire de Saint-Ellier-du-Maine, nommé conseiller départemental en 1943                  |
|         |              |                                              |              | |
| 1945    | 1961         | Baron André Terrasson de Sénevas             | DVD          | Maire de Saint-Ellier-du-Maine                                                                        |
| 1961    | 1972 (décès) | Jules Linais                                 | MRP puis UDR | Hôtelier-restaurateur, maire de Fougerolles-du-Plessis                                                |
| 1972    | 1998         | Roger Lestas                                 | DVD puis UDF | Propriétaire-exploitant, maire de Fougerolles-du-Plessis (1972-2008), député (1981-1986 et 1988-2002) |
| 1998    | 2015         | Jean-Pierre Dupuis                           | DVD          | Vétérinaire, maire de Landivy depuis 1995                                                             |

### Conseillers d'arrondissement (de 1833 à 1940)
| Période                                  | Période      | Identité                                      | Étiquette       | Qualité |
| ---------------------------------------- | ------------ | --------------------------------------------- | --------------- | --- |
| 1833                                     | 1839         | Jean Voisin                                   |                 | Notaire, propriétaire à Fougerolles                                                                         |
| 1839                                     | 1842         | Jean-François Ledauphin du Bourg              |                 | Juge au tribunal de Mayenne, maire de Landivy                                                               |
| 1842                                     | 1848         | Jean-Baptiste Testard-Maisonneuve (1779-1856) |                 | Propriétaire à Fougerolles                                                                                  |
| 1848                                     | 1871 (décès) | Édouard Taillandier (1804-1871)               |                 | Notaire, maire de Montaudin                                                                                 |
| 1871                                     | 1883         | Édouard Taillandier fils (1842-1916)          | Républicain     | Notaire à Montaudin                                                                                         |
| 1883                                     | 1888 (décès) | François Pierre II Hamon (1815-1888)          |                 | Greffier, maire de Landivy                                                                                  |
| 1888                                     | 1892         | Georges Destais                               | Conservateur    | Docteur-médecin, maire de Fougerolles                                                                       |
| 1892                                     | 1897 (décès) | M. Belliard-Ragottière                        | Républicain     | Propriétaire                                                                                                |
| 1897                                     | 1919         | Albert-Louis Dupont                           | Républicain     | Maire de Fougerolles                                                                                        |
| 1919                                     | 1928         | Henri Guilloux                                | RG              | Juge de paix, maire de Landivy                                                                              |
| 1928                                     | 1940         | Arthur Juillé                                 | Union nationale | Hôtelier, maire de La Dorée                                                                                 |
| 1940                                     |              |                                               |                 | Les conseils d'arrondissement ont été suspendus par la loi du 12 octobre 1940 et n'ont jamais été réactivés |
| Les données manquantes sont à compléter. |              |                                               |                 | |

Source : Répertoire numérique des annuaires administratifs de la Mayenne. https://archives.lamayenne.fr/archives-en-ligne/ead.html?id=FRAD053_2NUM242&c=FRAD053_2NUM242_e0000017&qid=

Le canton participe à l'élection du député de la troisième circonscription de la Mayenne.

## Composition

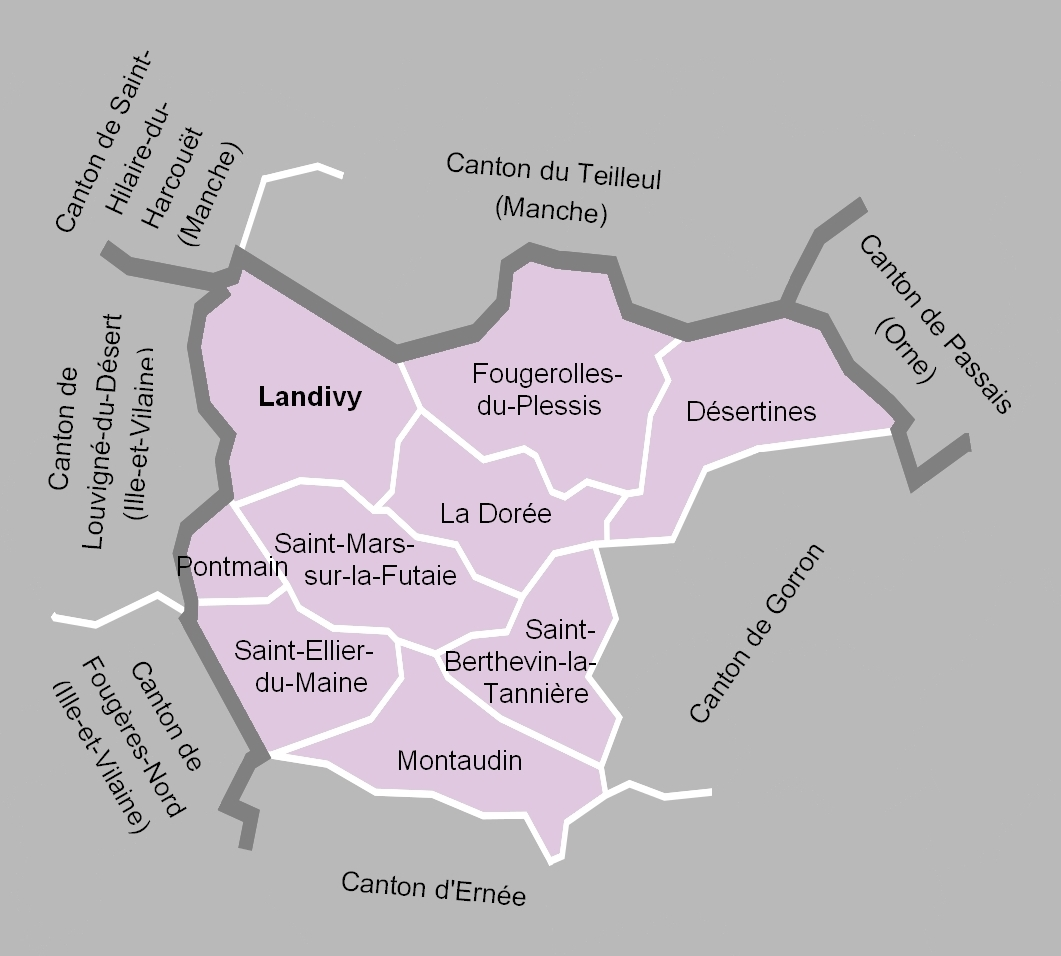
La carte des communes du canton. Les cantons limitrophes étaient ceux de Saint-Hilaire-du-Harcouët, du Teilleul, de Passais, de Gorron, d'Ernée, de Fougères-Nord et de Louvigné-du-Désert.

Le canton de Landivy groupait neuf communes et comptait 6 575 habitants (population municipale 2012).
| Communes                    | Population (2012) | Code postal | Code Insee |
| --------------------------- | ----------------- | ----------- | ---------- |
| Désertines                  | 521               | 53190       | 53091      |
| La Dorée                    | 300               | 53190       | 53093      |
| Fougerolles-du-Plessis      | 1 266             | 53190       | 53100      |
| Landivy                     | 1 155             | 53190       | 53125      |
| Montaudin                   | 899               | 53220       | 53154      |
| Pontmain                    | 894               | 53220       | 53181      |
| Saint-Berthevin-la-Tannière | 345               | 53220       | 53202      |
| Saint-Ellier-du-Maine       | 534               | 53220       | 53213      |
| Saint-Mars-sur-la-Futaie    | 566               | 53220       | 53238      |

À la suite du redécoupage des cantons pour 2015, toutes les communes sont rattachées au canton de Gorron.

### Anciennes communes
Le canton de Landivy n'incluait aucune commune supprimée depuis la création des communes sous la Révolution, le seul changement notable de limite communale étant en 1876 la création de la commune de Pontmain en prélèvement sur le territoire de Saint-Ellier-du-Maine.
En outre, le 1er juillet 1972, les communes de Saint-Ellier-du-Maine et Saint-Mars-sur-la-Futaie s'associent à Pontmain. L'association est dissoute le 1er janvier 1983.

## Démographie
| 1962  | 1968  | 1975  | 1982  | 1990  | 1999  | 2006  | 2011  | 2012  |
| ----- | ----- | ----- | ----- | ----- | ----- | ----- | ----- | ----- |
| 8 836 | 8 499 | 8 171 | 8 081 | 7 660 | 7 066 | 6 789 | 6 613 | 6 575 |